# Pháp lam
Pháp lam (hay đồ đồng tráng men) là những sản phẩm được làm bằng đồng hoặc hợp kim đồng, trên bề mặt được tráng men trang trí để tăng giá trị thẩm mỹ. Bài viết này chỉ đề cập đến Pháp lam Huế hay đồ đồng tráng men thời Nguyễn.

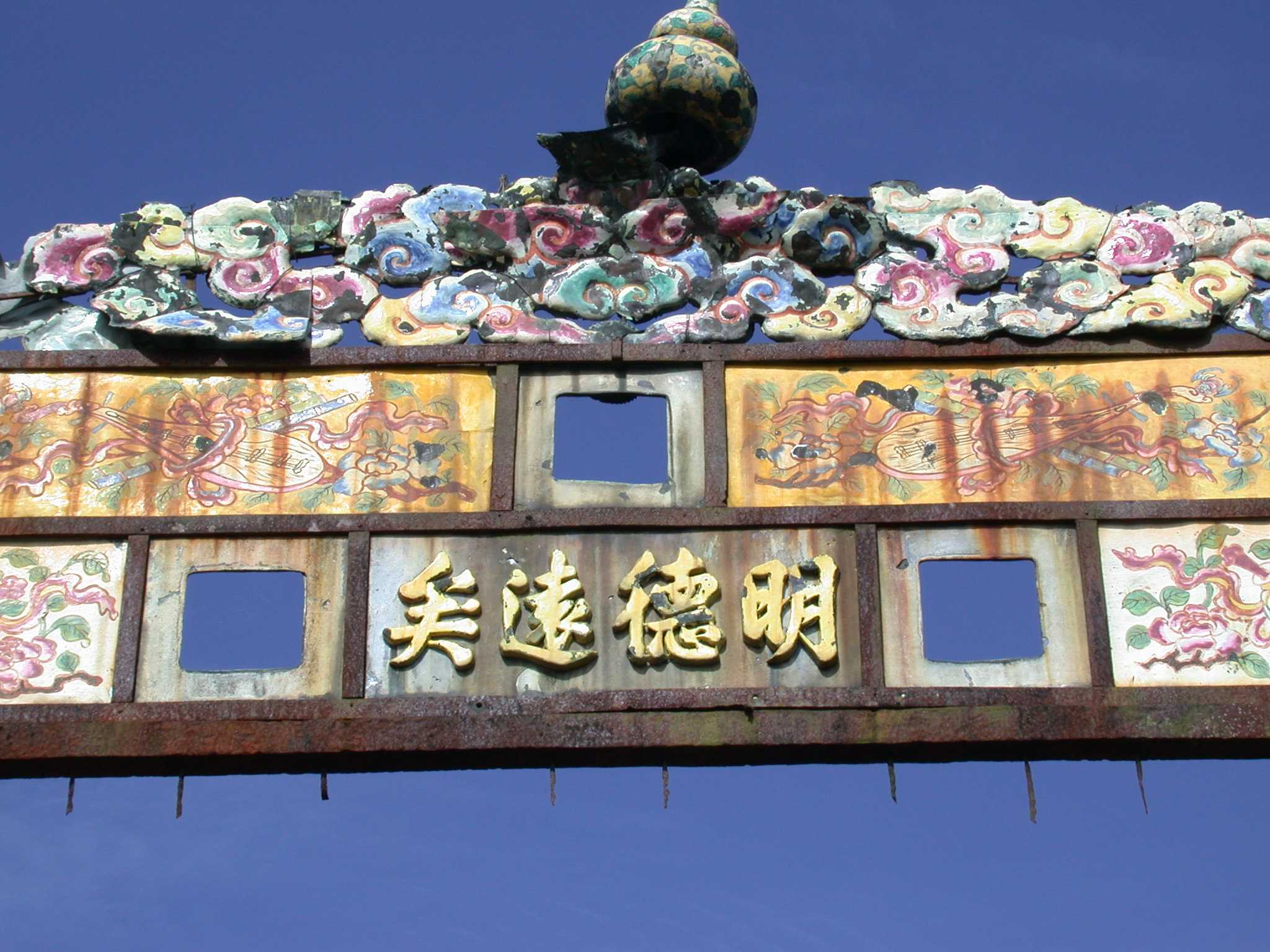
Pháp lam ở Nghi môn trong khu Đại nội Huế

## Lịch sử tên gọi

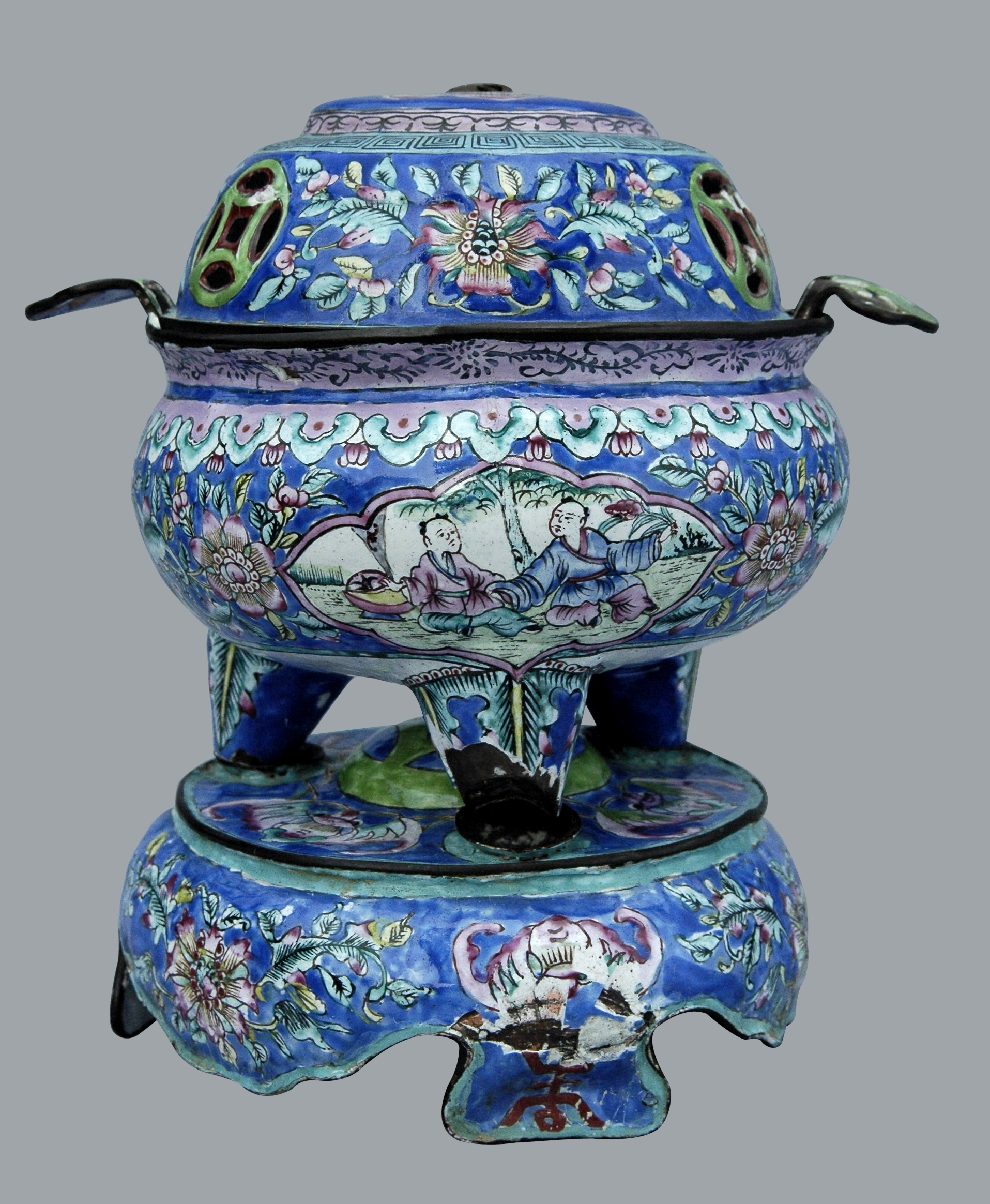
Lư trầm, pháp lam nội thất Huế

Vấn đề này hiện đang còn được tiếp tục tranh luận bởi giới nghiên cứu về Huế.
- Dựa theo một số bài viết của cố họa sĩ Phạm Đăng Trí, những nhà sưu tập cắt nghĩa rằng: "pháp lam" bắt nguồn từ chữ "pha lang" do người Trung Hoa dùng để chỉ một loại đồ tráng men mà các nhà truyền giáo Tây phương trước kia hướng dẫn cho họ sản xuất rồi du nhập kỹ thuật sang Việt Nam. Sở dĩ chữ "pháp lam" phải trại ra từ chữ "pha lang" (France) là để tránh phạm húy chúa Nguyễn Phúc Lan1...

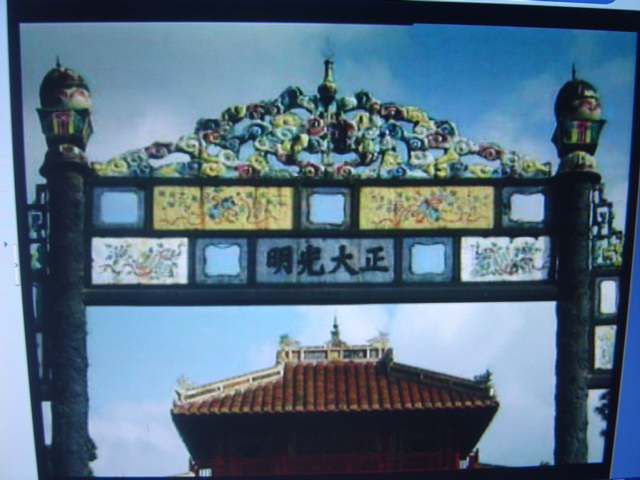
Pháp lam ngoại thất Huế

- Một số nhà khảo cổ học cho rằng "Pháp lam" là loại đồ men Pháp, chữ "Pháp" ở đây được người Trung Hoa dùng đề chỉ chung người phương Tây chứ không riêng gì người Pháp...; chữ "lam" ngoài nghĩa thông thường chỉ màu sắc xanh lam, cây chàm... còn được Từ điển Hán Việt Thiều Chữu giải thích trong là soi, làm gương theo kiểu Pháp... Theo từ điển, Cảnh Thái lam là tên gọi sản phẩm mỹ nghệ dùng men tráng lên đồng hoặc thiếc... niên hiệu Cảnh Thái đời Minh Đại Tông, hàng được chế tạo tại Bắc Kinh, và gọi: Cảnh Thái lam...
- Ý kiến khác: "... châu Âu trang trí cửa sổ bằng khung ghép hình và cùng với vật gia dụng tráng men trắng có lấm tấm hạt các màu xanh lục... Nghệ nhân Huế dưới triều nhà Nguyễn cũng chế tác mặt hàng nhiều mảng màu trên men, cốt đồng và nghĩ rằng nó có nguồn gốc từ "pháp lang sa" (Française) và do kiêng húy 2 Thượng Vương Nguyễn Phúc Lan (1635-1648) nên gọi là "Pháp lam". Về việc đổi chữ "lang" thành "lam" đó là vì chữ Lang (瑯) có âm gần giống với chữ Lan (灡) trong tên chúa Nguyễn Phước Lan, nhất là phát âm theo lối Huế. Vì thế cần phải đọc trại đi để tránh phạm húy...
- Tạm gọi và hiểu: Sản phẩm này mang tính địa phương (Huế) cao và trong lịch sử chỉ thời Nguyễn mới sản sinh ra chúng. Chúng có liên quan đến một di tích nằm trong quần thể Di sản văn hóa thế giới (Cố đô Huế), đó là Pháp lam tượng cục. Dẫu không còn rõ nét trên thực địa nhưng tên gọi của cơ quan này vẫn còn ghi trong sử liệu. Thời xưa nghệ nhân Huế có sáng tạo trong quy trình công nghệ chế tác đồ pháp lam. Đây chính là cái giá trị văn hóa phi vật thể của loại đồ đặc biệt này và Luật di sản văn hóa buộc mọi người phải bảo vệ. Do đó không nên đổi tên gọi "Pháp lam" thành "đồ đồng tráng men", cũng không nên viết chung chung "Pháp lam" mà phải viết rõ ràng "Pháp lam Huế" hay "đồ đồng tráng men thời Nguyễn" để khỏi nhầm với Pháp lang Trung Hoa.

## Nguồn gốc xuất xứ

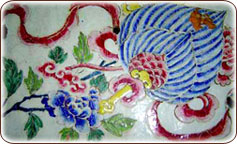
Pháp lam Huế (họa pháp lang)-một tiêu bản

## Phân loại

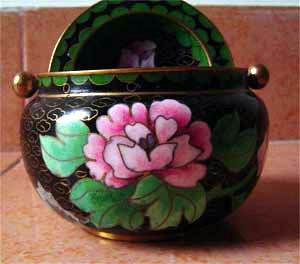
Kháp ti pháp lang Trung Quốc

Pháp lam Huế-phục chế

## Pháp lam qua các thời kỳ

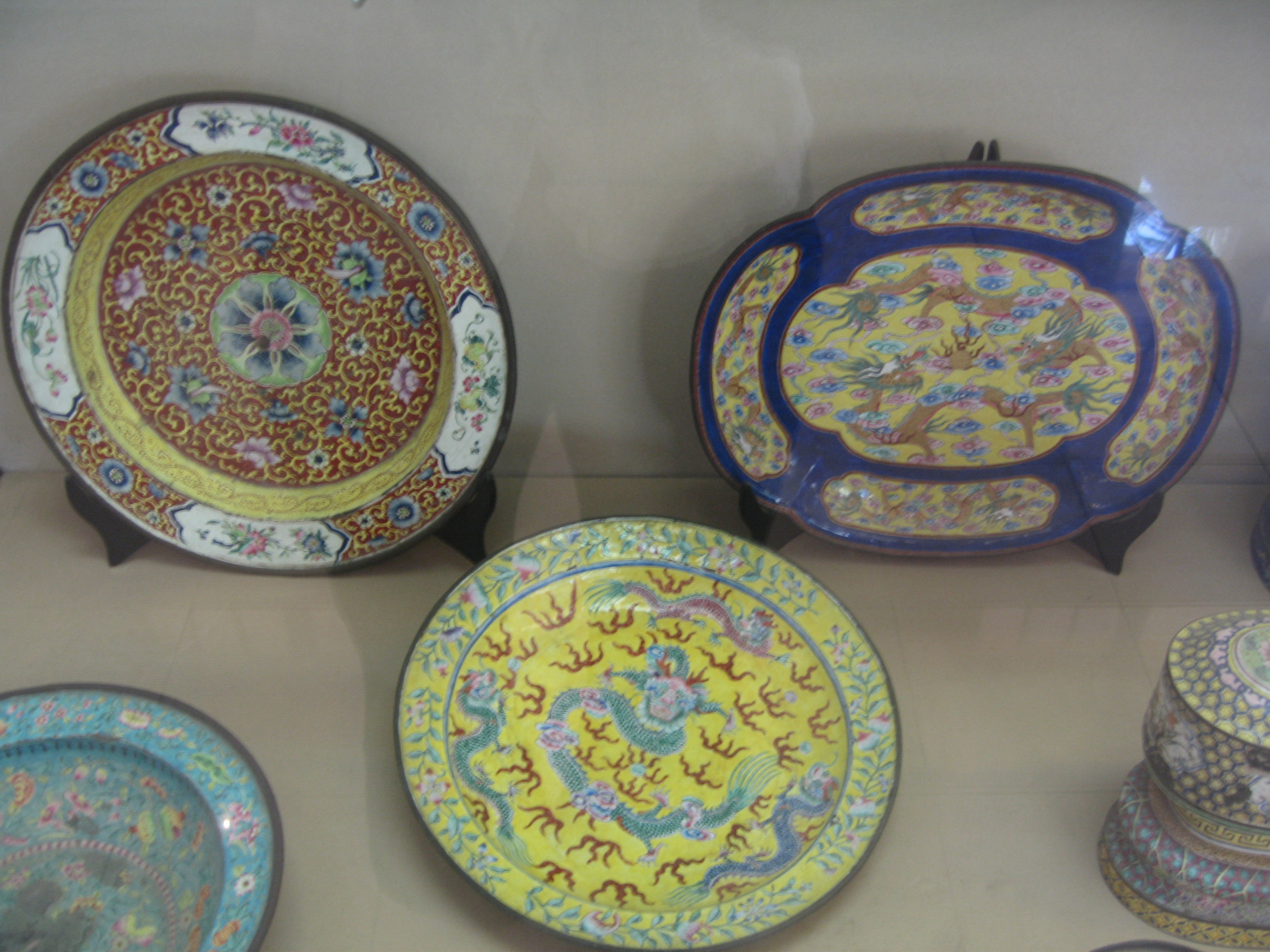
Đồ đồng tráng men hiện được trưng bày tại Bảo tàng Mỹ thuật Cung đình Huế

## Chú thích

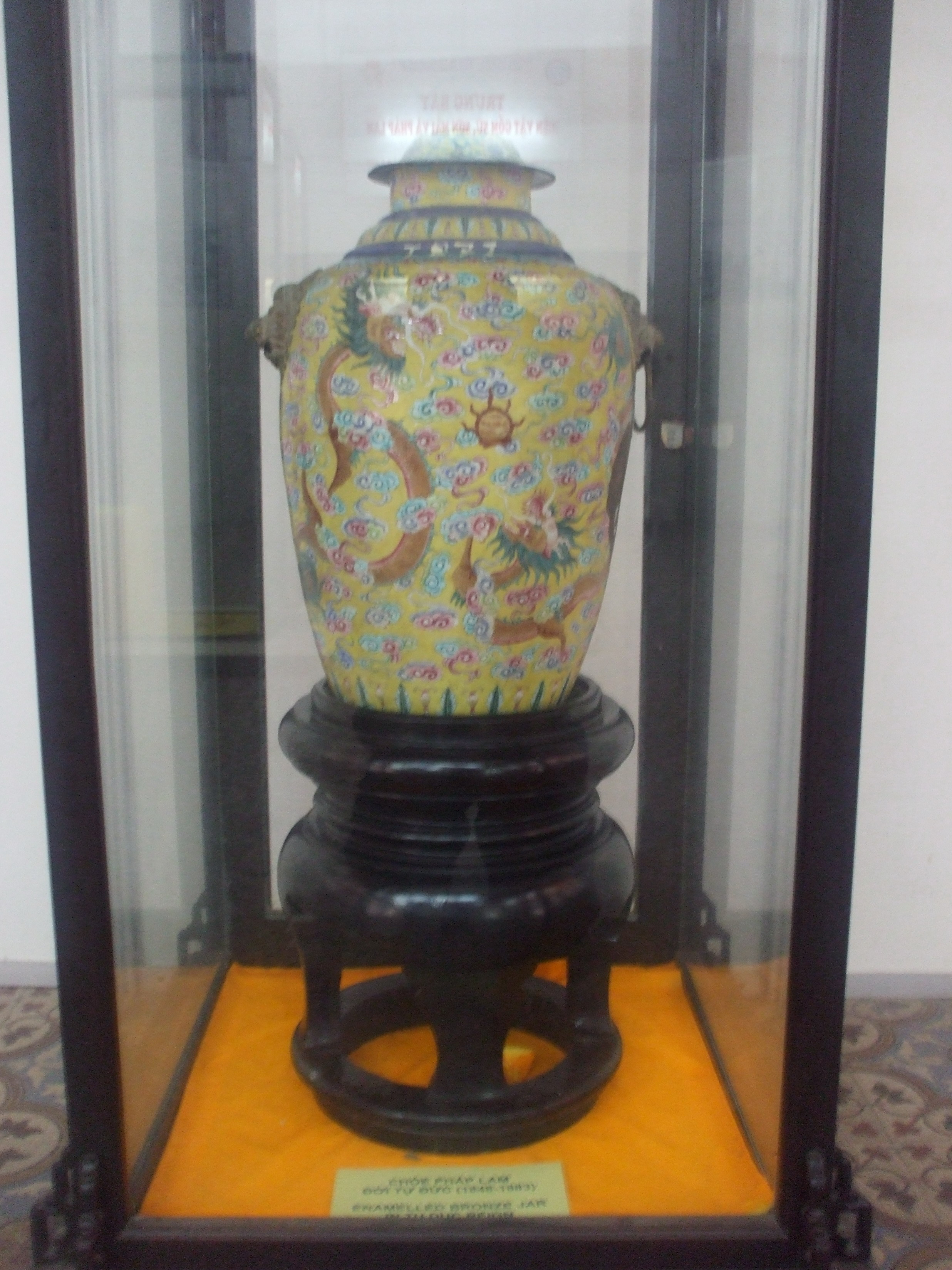
Chóe pháp lam trong Đại Nội Huế